# 漢語親屬系統
汉语親屬系統在人類學裏被歸類於描述型親屬系統（descriptive system）或蘇丹型親屬系統的一種。這是路易斯·亨利·摩爾根在1871年的作品《血親和姻親制度》裏所提出的六種親屬系統之一，其中以苏丹型亲属系统最为复杂，而漢語親屬關係則列其一。在該系統中每個人依據其宗族、輩分、性別與年齡，而有不同的親屬稱謂。
在漢語當中，親屬是指因婚姻或血缘與人结成的社会关系，父母、兄弟姊妹等親屬又稱親人或家人，其他則稱為親戚。闡述親屬關係的記錄最早見於先秦典籍《爾雅》第四章的釋親。唐朝學者孔穎達對親戚的註解為“親指族內，戚言族外”，所謂族內是指父系同宗者，以男性為中心，包括宗族內的男性和他們的配偶，但不包括已出嫁女性和她們的配偶。然而即使這樣，隨著人口增加也發展出少數幾個專用稱謂。到了現代則多分為血親、姻親及配偶。

## 簡述
首先，父系的兄弟姊妹，長一輩就成了伯叔姑，再長一輩，便加上公／爺、婆/奶表示輩份。
妻子的兄弟姊妹叫內兄／弟／姊／妹或妻兄／弟／姊／妹，又叫舅子、姨子，長一輩是舅和姨。
再看堂表之分，同宗是堂，異宗是表。即父系的男丁是堂，其他是表。要注意是表姑是父系的表姐妹，而不是父系的姐妹。
伴侶方面，父系兄弟的伴侶叫兄嫂、弟妹／弟婦／弟媳／弟妻，長一輩叫伯姆／伯娘/伯母、叔母／嬸嬸/叔娘/嬸娘。再長一輩，叫伯婆/伯奶奶、叔婆／嬸婆/叔奶奶/嬸奶奶。
父系姊妹的伴侶加上夫表示是其丈夫，即姐夫、妹夫。長一輩則用丈或父，即姑丈、姑父。
內兄弟的伴侶叫妻兄嫂／內兄嫂／姻兄嫂、妻弟妹／內弟妹／姻弟妹，簡稱兄嫂、弟妹，長一輩叫舅母／妗婆。
內姊妹的伴侶叫襟兄、襟弟，長一輩叫姨丈、姨父。
所以亲属称谓是由關係和輩份組合而成的。

## 血親

### 直系血親
- 父系 - 父親（爸爸、爹）→祖父母（爺爺、奶奶）→曾祖父母（太爺爺、太奶奶）→高祖父母
与直系九世后代名称由《尔雅·释亲》准确记载不同，「高祖」往上追溯的祖先名称谱系无古籍记载。网传「天祖、烈祖、太祖、远祖、鼻祖」云云，或是出自一网文作者的私设定[2]，常被错误当作出自《尔雅》，并同直系九世后代名称一道煞有介事冠以「祖宗十八代」之名传播。實際上，根據鄭珍的《親屬記》，「由曾祖而上，統謂之曾祖、高祖。由高祖而上，統謂之遠祖，或謂之先君。連己身或不連己身上數之，各視其數，謂之幾世祖。」也就是說，「高祖」繼續向上追溯，已無特定稱謂，統稱「遠祖」。而訛傳的稱呼中，「太祖」「鼻祖」是指首先在某地定居或獲得封爵授職的人，並非直系親屬稱謂。[3]
九玄七祖：是漢字文化圈對難以計算的父系祖先、男系子孫的統稱。「九玄七祖」常見於宗教之超渡，九玄是指之後的九代子孫，七祖是指之前的七代祖先[4]。在台灣，傳統的祭祖儀式上會擺設九玄七祖的牌位[5]。道教經典《道經》認為，如果一人能得道，他的九玄七祖都能獲得超升[4][6]。輩份從高往下計數，九玄是指：子、孫、曾、玄、來、昆、仍、雲、耳；七祖是指：父、祖、曾、高、太、玄、顯[4]。

- 母系 - 母親（媽媽、娘、姆）→外祖父母（姥爷、姥姥；外公、外婆）→外曾祖父母（太姥爺、太姥姥；太外公、太外婆）→外高祖父母
- 兒/兒子 - 夫妻的男性第一子代，口語又稱仔、寫作囝（廣東粵音讀南[需要解释]）。
- 女兒 - 夫妻的女性第一子代，口語又稱閨女、女、寫作囡（廣東粵音讀南[需要解释]）。
- 孫 - 夫妻的第二子代，依性別又分孫子、孫女。有時孫子是一種不分性別的稱呼。
- 曾孫/重孫 - 夫妻間的第三子代，閩南語稱「乾仔孫」（kan-á-sun），粵語口語又稱息（粵語讀音：塞 sak7）。
- 玄孫 - 夫妻間的第四子代。→來孫、昆／晜孫、仍孫、雲孫、耳孫，夫妻間的由第五子代孫至第九子代孫。

### 旁系血親
- 父系長輩
  - 伯 - 父親的兄長，稱為伯父、伯伯、大爺、X大爺、X子爺（父親的大哥為大大爺，二哥為二大爺、二子爺，三哥為三大爺、三子爺...）
  - 姆 - 伯父的妻子，稱為伯母、大娘、X大娘、X子娘（父親的大嫂為大大娘，二嫂為二大娘、二子娘，三嫂為三大娘、三子娘...），粵語稱「伯娘」。
  - 叔 - 父親的弟弟，稱為叔父、叔叔、嗒嗒
  - 婶 - 叔父的妻子，稱為嬸母、嬸嬸、娘娘（與嗒嗒相對，娘字讀降調）
  - 姑 - 父親的姊妹，稱為姑母、姑姑、姑媽，粵語「姑媽」專指父親的姊姊，父親的妹妹稱「姑姐」；吳語稱父亲的姊姊为「嬤嬤」。
  - 姑丈 - 姑母的丈夫，也稱姑父、姑丈
- 母系長輩
  - 舅 - 母親的兄弟，稱為舅父、舅舅、娘舅
  - 妗／妗子 - 舅父的妻子，稱為舅母、舅媽、妗母
  - 姨 - 母親的姐妹，稱為姨母、姨媽、阿姨、姨娘，有些地區「大姨/姨媽」專指母親的姊姊，「阿姨」、「姨娘」則稱母親的妹妹
  - 姨丈 - 姨母的丈夫，也稱姨父、姨丈
- 同輩
  - 兄弟姊妹 - 也作兄弟姐妹，指有相同父親和母親的人。
  - 雙胞胎兄弟姐妹
  - 同父異母兄弟姐妹
  - 同母異父兄弟姐妹
  - 堂兄弟姊妹 - 父系血親的長輩（伯、姆、叔、嬸）的兒子或女兒，口語時一些地方不帶“堂”字。
  - 表兄弟姊妹 - 父系血親的長輩（姑）的兒子或女兒和母系血親的長輩（舅、妗、姨）的兒子或女兒
- 晚輩（對使用在不同性別的人物時，斜線前後的字取對應性別者，括號內的字放在最後面就是對女性的稱呼）
  - 侄兒／女 - 男性稱兄弟的兒子或女兒
  - 姪兒／女 - 女性稱兄弟的兒子或女兒
  - 舅甥（女）- 男性稱姊妹的兒子或女兒，一般多稱「外甥」
  - 姨甥（女）- 女性稱姊妹的兒子或女兒

## 姻親
- 姻親
  - 長輩
    - 公公：丈夫的父親，又稱家翁、家公、阿公，也直稱爸爸，有些地區稱「老爺」，閩南語稱「大官」，讀音為ta-kuaⁿ
    - 婆婆：丈夫的母親，又稱家姑、家婆、阿婆，也直稱媽媽，閩南語稱「大家」，讀音為ta-ke，粤语口语习惯稱「奶奶」（当面称呼或他述）或「家婆」（常用于他述）
    - 岳父：丈人，亦有地區稱丈母達，妻子的父親，口語也直稱爸爸，粵語口语习惯稱「外父」
    - 岳母：丈母娘，妻子的母親，口語也直稱媽媽，粵語口语习惯稱「外母」
    - 繼父母，又稱後爸/媽，吳語稱「晚爹／娘」

  - 同輩
    - 嫂／嫂嫂／嫂子：對兄長妻子的稱呼
    - 弟媳、弟妹、弟婦、弟新婦：对弟弟妻子的称呼
    - 姐夫：对姐姐丈夫的称呼
    - 妹夫、妹婿：对妹妹丈夫的称呼
    - 妯娌（ 或 ）：兄弟的妻子間互相的称呼或合称，北京官話唸「妯娌(ㄓㄡˊ ㄌ一ˇ)」。在臺灣，輩份較大的妯娌會直接叫小妯娌的名字，對外人介紹則說小嬸仔；輩份較小的妯娌會稱呼大妯娌為阿嫂或大嫂，對外人介紹也稱呼為阿嫂或大嫂。
    - 连襟：姐妹的丈夫間互相的称呼或合称，也稱襟兄弟、連橋
    - 大伯子：對丈夫的哥哥的稱呼，又稱「大伯」
    - 小叔子：對丈夫的弟弟的稱呼，又稱「小叔」
    - 大姑子：对丈夫的姐姐的称呼，粵語稱「姑奶」
    - 小姑子：对丈夫妹妹的称呼，又稱「小姑」或姑妹,粵語稱「姑仔」
    - 大舅子：对妻子哥哥的称呼，又稱「大舅」或内兄
    - 小舅子：对妻子弟弟的称呼，又稱「小舅」或內弟
    - 大姨子：對妻子姐姐的稱呼，又稱「大姨」或姨姐
    - 小姨子：對妻子妹妹的稱呼，又稱「小姨」或姨妹

  - 晚輩
    - 兒媳：亦有稱兒媳婦，對兒子的妻子的稱呼，又稱媳婦、新婦（粵語白讀為pou5，音「抱」）
    - 女婿：對女兒的丈夫的稱呼
    - 内侄（女）：对妻子侄（女）兒的稱呼
    - 外侄（女）：对丈夫侄（女）兒的稱呼
    - 内甥（女）：对妻子姨甥（女）的稱呼
    - 外甥（女）：对丈夫舅甥（女）的稱呼
    - 繼子女
    - 繼兄弟姐妹

- 配偶
  - 丈夫：結婚男女對自己男性伴侣的称呼，近代多雅稱「先生」，傳統則稱「外子」、「相公」、「官人」、「夫婿」、「夫君」等。當代有人稱「老公」，但有人不喜歡用，因為在清朝時京城妓女對太監（公公）蔑稱為「嫪（ㄌㄠˋ）公（老公）」[7]。
  - 妻子：結婚男女對自己女性伴侣的称呼，近代多雅稱「太太」，俗稱「老婆」，傳統則稱「内子」、「內人」、「娘子」、「夫人」（敬稱，用於稱呼他人的妻子）。

## 其他
- 乾親（多無血緣關係，一般不認為是嚴格意義上的親戚）
  - 乾爹／乾爸／乾爺
  - 乾娘／乾媽：乾爹／乾爸／乾爺的配偶
  - 乾哥／乾姐姐
- 過繼
  - 過繼達或直稱爸、爹，等
  - 過繼娘或直稱媽、娘，等
  - 過繼兒／閨女

## 漢語親屬稱謂與英語親屬稱謂的比較
- 印歐語的親屬關係原本與漢語一樣十分複雜（例如拉丁語[8]、古英語[9]等），但後來逐漸簡化，現代英語中的稱謂較為簡單。
- 在日常使用的詞彙上，現代英語的稱謂基於核心家庭，不區分長幼，不區分姻親與血親，至多區分一重性別，至多區分一重旁系的輩份；漢語的稱謂基於大家族，區分一重半長幼，區分姻親與血親，至少區分兩重性別。舉例說明，漢語中父母的兄弟姐妹及其配偶，細分為伯母、嬸嬸、舅媽、姑姑、姨母、伯父、叔叔、姑父、舅舅、姨父，而現代英語中，aunt和uncle分別統稱其中的女性和男性，不區分長幼，不區分是否是姻親配偶，也不區分第二重性別（父系親屬與母系親屬）。此外，漢語的稱謂是基於父系社會。比如，「堂」者，如堂兄、堂弟，堂姐，堂妹是同姓家屬，是家裡的人，而“表”者，如表兄、表弟，表姐，表妹是異姓親屬，是外面的人；再比如，“外”者，如外公、外婆是母親那邊的外姓人，而爺爺、奶奶是父親這邊的人，是“內親”，是家裡的人。而英語的稱謂系統卻不做這樣的區分，如grandfather既可以表示爺爺，也可以表示外公；cousin既可以表示堂兄、堂弟、堂姐、堂妹，也可表示表兄、表弟、表姐、表妹，以及堂叔、表侄等所有輩份的堂親和表親。
- 現代英語中同樣可以表達複雜的親屬稱呼，只是日常並不經常使用。例如可以用paternal uncle（伯伯、叔叔），maternal uncle（舅舅），paternal cousin（堂兄弟姐妹、姑表兄弟姐妹），maternal cousin（舅表兄弟姐妹、姨表兄弟姐妹），grandfather on father's side（爺爺），grandmother on mother's side（外婆）等稱謂進行詳細區分。如果要表達更精確的關係的話，還可以說成father's elder brother（伯伯），father's younger brother's daughter（叔叔的女兒）。現代英語中表達遠親的親屬稱謂，日常也不常使用，例如，“first cousin once removed”之類的稱謂[10]，對應漢語中“表外甥”或者“堂舅父”等稱謂。
- 在古代的漢族中，通過稱謂就可確定一個人在家裡的地位和身份，所享有的權利和當盡的義務，這樣各人守好自己的本分，有利於家族的管理，有利於儒家等級制度的實施。有人[谁？]認為，西方的等級觀念和等級制度沒有東方那麼複雜，所以表現在稱謂上也沒有那麼複雜和細緻。但實際上這是錯誤的，早期西方語言如拉丁語[11]和古英語、古俄語同樣有十分複雜的親屬稱謂，只是後來在現代英語中被簡化了。[來源請求]
- 日常稱呼時，在漢語中稱呼長輩時均有避諱的習慣。英語中除父母及直系的長輩血親外，對其他的長輩親屬以尊稱加名字甚或直呼其名則是可以接受的。
- 漢語重長幼，但更重地位輩分，故可能稱呼比自己年幼的長輩叔叔甚至叔公，而非直呼其名。

（在這個表中，親子關係在直系的地方是上下，在平輩與晚輩的地方也是上下，但是在旁系的長輩（包括直系～旁系、長輩～平輩）的地方則是左上～右下，例如「伯叔姑祖父母」/「Grand uncle/Grand aunt」的子女為「從伯叔姑父母」/「First cousin once removed」）
| 親等 （羅馬法） | 親等 （羅馬法） | 直系                                                           | 旁系 | 旁系                                              | 旁系                                                 | 旁系                                                | 旁系                                                | 旁系                                               |
| 親等 （羅馬法） | 親等 （羅馬法） | 0                                                              | 2 | 4                                                 | 6                                                    | 8                                                   | 10                                                  | 12                                                 |
| --------------- | --------------- | -------------------------------------------------------------- | --- | ------------------------------------------------- | ---------------------------------------------------- | --------------------------------------------------- | --------------------------------------------------- | -------------------------------------------------- |
| 長輩            | 9               | 鼻祖父母 Great-great-great-great-great-great-great-grandparent | 鼻祖伯叔姑父母 Great-great-great-great-great-great-great-grand uncle/Great-great-great-great-great-great-great-grand aunt | 從鼻祖伯叔姑父母 First cousin nine times removed  |                                                      |                                                     |                                                     |                                                    |
| 長輩            | 8               | 遠祖父母 Great-great-great-great-great-great-grandparent       | 遠祖伯叔姑父母 Great-great-great-great-great-great-grand uncle/Great-great-great-great-great-great-grand aunt             | 從遠祖伯叔姑父母 First cousin eight times removed |                                                      |                                                     |                                                     |                                                    |
| 長輩            | 7               | 太祖父母 Great-great-great-great-great-grandparent             | 太祖伯叔姑父母 Great-great-great-great-great-grand uncle/Great-great-great-great-great-grand aunt                         | 從太祖伯叔姑父母 First cousin seven times removed | 二從太祖伯叔姑父母 Second cousin seven times removed | 三從太祖伯叔姑父母 Third cousin seven times removed |                                                     |                                                    |
| 長輩            | 6               | 烈祖父母 Great-great-great-great-grandparent                   | 烈祖伯叔姑父母 Great-great-great-great-grand uncle/Great-great-great-great-grand aunt                                     | 從烈祖伯叔姑父母 First cousin six times removed   | 二從烈祖伯叔姑父母 Second cousin six times removed   | 三從烈祖伯叔姑父母 Third cousin six times removed   |                                                     |                                                    |
| 長輩            | 5               | 天祖父母 Great-great-great-grandparent                         | 天祖伯叔姑父母 Great-great-great-grand uncle/Great-great-great-grand aunt                                                 | 從天祖伯叔姑父母 First cousin five times removed  | 二從天祖伯叔姑父母 Second cousin five times removed  | 三從天祖伯叔姑父母 Third cousin five times removed  | 四從天祖伯叔姑父母 Fourth cousin five times removed | 五從天祖伯叔姑父母 Fifth cousin five times removed |
| 長輩            | 4               | 高祖父母 Great-great-grandparent                               | 高祖伯叔姑父母 Great-great-grand uncle/Great-great-grand aunt                                                             | 從高祖伯叔姑父母 First cousin four times removed  | 二從高祖伯叔姑父母 Second cousin four times removed  | 三從高祖伯叔姑父母 Third cousin four times removed  | 四從高祖伯叔姑父母 Fourth cousin four times removed | 五從高祖伯叔姑父母 Fifth cousin four times removed |
| 長輩            | 3               | 曾祖父母 Great-grandparent                                     | 曾祖伯叔姑父母 Great-grand uncle/Great-grand aunt                                                                         | 從曾祖伯叔姑父母 First cousin thrice removed      | 二從曾祖伯叔姑父母 Second cousin thrice removed      | 三從曾祖伯叔姑父母 Third cousin thrice removed      | 四從曾祖伯叔姑父母 Fourth cousin thrice removed     | 五從曾祖伯叔姑父母 Fifth cousin thrice removed     |
| 長輩            | 2               | 祖父母 Grandparent                                             | 伯叔姑祖父母 Grand uncle/Grand aunt                                                                                       | 從伯叔姑祖父母 First cousin twice removed         | 二從伯叔姑祖父母 Second cousin twice removed         | 三從伯叔姑祖父母 Third cousin twice removed         | 四從伯叔姑祖父母 Fourth cousin twice removed        | 五從伯叔姑祖父母 Fifth cousin twice removed        |
| 長輩            | 1               | 父母 Parent                                                    | 伯叔姑父母 Uncle/Aunt | 從伯叔姑父母 First cousin once removed            | 二從伯叔姑父母 Second cousin once removed            | 三從伯叔姑父母 Third cousin once removed            | 四從伯叔姑父母 Fourth cousin once removed           | 五從伯叔姑父母 Fifth cousin once removed           |
| 平輩            | 0               | 本人 Self                                                      | 兄弟姐妹 Brother/Sister                                                                                                   | 從兄弟姐妹 First cousin                           | 二從兄弟姐妹 Second cousin                           | 三從兄弟姐妹 Third cousin                           | 四從兄弟姐妹 Fourth cousin                          | 五從兄弟姐妹 Fifth cousin                          |
| 晚輩            | 1               | 子女 Child                                                     | 甥姪 Nephew/Niece | 從甥姪 First cousin once removed                  | 二從甥姪 Second cousin once removed                  | 三從甥姪 Third cousin once removed                  | 四從甥姪 Fourth cousin once removed                 | 五從甥姪 Fifth cousin once removed                 |
| 晚輩            | 2               | 孫子女 Grandchild                                              | 甥姪孫 Grand nephew/Grand niece                                                                                           | 從甥姪孫 First cousin twice removed               | 二從甥姪孫 Second cousin twice removed               | 三從甥姪孫 Third cousin twice removed               | 四從甥姪孫 Fourth cousin twice removed              | 五從甥姪孫 Fifth cousin twice removed              |
| 晚輩            | 3               | 曾孫子女 Great-grandchild                                      | 曾甥姪孫 Great-grand nephew/Great-grand niece                                                                             | 從曾甥姪孫 First cousin thrice removed            | 二從曾甥姪孫 Second cousin thrice removed            | 三從曾甥姪孫 Third cousin thrice removed            | 四從曾甥姪孫 Fourth cousin thrice removed           | 五從曾甥姪孫 Fifth cousin thrice removed           |
| 晚輩            | 4               | 玄孫子女 Great-great-grandchild                                | 玄甥姪孫 Great-great-grand nephew/Great-great-grand niece                                                                 | 從玄甥姪孫 First cousin four times removed        | 二從玄甥姪孫 Second cousin four times removed        | 三從玄甥姪孫 Third cousin four times removed        | 四從玄甥姪孫 Fourth cousin four times removed       | 五從玄甥姪孫 Fifth cousin four times removed       |
| 晚輩            | 5               | 來孫子女 Great-great-great-grandchild                          | 來甥姪孫 Great-great-great-grand nephew/Great-great-great-grand niece                                                     | 從來甥姪孫 First cousin five times removed        | 二從來甥姪孫 Second cousin five times removed        | 三從來甥姪孫 Third cousin five times removed        | 四從來甥姪孫 Fourth cousin five times removed       | 五從來甥姪孫 Fifth cousin five times removed       |
| 晚輩            | 6               | 昆孫子女 Great-great-great-great-grandchild                    | 昆甥姪孫 Great-great-great-great-grand nephew/Great-great-great-great-grand niece                                         | 從昆甥姪孫 First cousin six times removed         | 二從昆甥姪孫 Second cousin six times removed         | 三從昆甥姪孫 Third cousin six times removed         |                                                     |                                                    |
| 晚輩            | 7               | 仍孫子女 Great-great-great-great-great-grandchild              | 仍甥姪孫 Great-great-great-great-great-grand nephew/Great-great-great-great-great-grand niece                             | 從仍甥姪孫 First cousin seven times removed       | 二從仍甥姪孫 Second cousin seven times removed       | 三從仍甥姪孫 Third cousin seven times removed       |                                                     |                                                    |
| 晚輩            | 8               | 雲孫子女 Great-great-great-great-great-great-grandchild        | 雲甥姪孫 Great-great-great-great-great-great-grand nephew/Great-great-great-great-great-great-grand niece                 | 從雲甥姪孫 First cousin eight times removed       |                                                      |                                                     |                                                     |                                                    |
| 晚輩            | 9               | 耳孫子女 Great-great-great-great-great-great-great-grandchild  | 耳甥姪孫 Great-great-great-great-great-great-great-grand nephew/Great-great-great-great-great-great-great-grand niece     | 從耳甥姪孫 First cousin nine times removed        |                                                      |                                                     |                                                     |                                                    |

## 延伸閱讀
- Morgan, Lewis Henry. 1877. Ancient Society （页面存档备份，存于）. MacMillan & Company, London (complete text online)
- Wolf, Arthur P. and Chieh-shan Huang.  1985. Marriage and Adoption in China, 1845-1945.  Stanford University Press.
- （中文） Code of (Mourning) Attire 方氏譜牒學